# Rádio Globo (rede)
Rádio Globo foi uma rede de rádios brasileira sediada na cidade do Rio de Janeiro. A rede era organizada pelo Sistema Globo de Rádio, conjunto de emissoras de rádio do Grupo Globo, que também controla a sua coirmã CBN, além da BH FM, emissora de rádio local de Belo Horizonte. Em 2001, foi criada a operação em rede, a partir da transmissão em cadeia das emissoras do Rio de Janeiro, São Paulo (as duas entre 2001 e 2020) e Belo Horizonte (esta entre 2002 e 2016). A sua cabeça de rede era a emissora carioca, fundada em 1944 por Roberto Marinho, e uma parte de sua programação em rede foi gerada pela emissora paulistana, fundada em 1952 como Rádio Nacional de São Paulo por Victor Costa e adquirida por Roberto Marinho em 1965. Em 2020, a rede foi extinta junto com a filial paulistana, mantendo apenas a emissora carioca.

## História

### 1944 a 2001: Início e consolidação como emissora local
A Rádio Globo Rio de Janeiro foi inaugurada por Roberto Marinho em 2 de dezembro de 1944, sendo a primeira emissora de rádio criada pelas Organizações Globo (hoje Grupo Globo). Seu nome era uma alusão ao jornal O Globo, também pertencente ao empresário.
Na década de 1950 a emissora trazia em seu auditório grandes nomes da música brasileira.
A Rádio Globo São Paulo foi fundada em 1 de maio de 1952, inicialmente sob o nome de Rádio Nacional de São Paulo, das Organizações Victor Costa, sendo adquirida em 1965 pelo Grupo Globo. Em 1977, a emissora passa por um processo de mudança de nome, alternando as marcas Nacional e Globo até 1979.
O Repórter Esso passou a ser exibido nas ondas da Globo na década de 1960 até 1968. Nessa década, o rádio AM passou a ganhar suas características atuais, deixando de lado os programas de auditório e dando lugar a locutores comunicativos e populares. Um deles era Haroldo de Andrade. Em 1976, a emissora e o Sistema Globo de Rádio (SGR), passam a adotar um logotipo cujas letras lembram o da Rede Globo, feito pela equipe de Hans Donner. Em 3 de outubro do mesmo ano, a emissora do RJ troca de frequência com a antiga Rádio Eldorado, passando dos 1 180 kHz para os atuais 1 220 kHz (frequência internacional) aumentando sua potência e passando a alcançar todo o estado do Rio de Janeiro durante o dia e todo o Brasil no período noturno.
Até 1991, a programação da Rádio Globo era basicamente composta de programas jornalísticos e transmissões esportivas, além de outros gêneros. Com a criação da Central Brasileira de Notícias neste mesmo ano, a Rádio Globo passa a assumir um lado mais eclético e popular, com programas voltados para a prestação de serviços e para o entretenimento em geral, além de manter a cobertura jornalística/esportiva.

### 2001 a 2017: Rede nacional

Logotipo da emissora entre abril de 2009 e novembro de 2014, período da fase "Bota Amizade Nisso!"

Em 2001, o Sistema Globo de Rádio inicia o processo de expansão do sinal da Rádio Globo para todo o Brasil. Através da transmissão via satélite, começa a se formar uma cadeia composta de 33 emissoras de rádio espalhadas pelo país, sob o comando da Rádio Globo Rio de Janeiro e da Rádio Globo São Paulo, chamada de Rádio Globo Brasil e Rede Globo de Rádio. É neste período que surge em 2002 a Rádio Globo Minas, antiga terceira emissora própria da recém-formada rede, em substituição ao sinal da CBN Belo Horizonte que daí em diante passaria a transmitir exclusivamente em FM e mais dezenas de afiliadas espalhadas pelo país. Em 2009, a Rádio Globo e o Sistema Globo de Rádio (SGR) passam a ter uma identidade visual distinta da TV Globo, adotando um logotipo nas cores azul e amarelo, e um novo slogan, "Bota amizade nisso".
Em 2012, com a chegada do novo diretor geral do SGR, Bruno Thys, começam a ocorrer alterações profundas na emissora. Em fevereiro de 2013, o novo diretor executivo da emissora, Claudio Henrique, inicia o processo de renovação de grade e de regionalização da programação. Já em fevereiro, é lançado o Domingaço da Globo, contando com 12 horas de futebol e novos programas como o Farofa da Globo, que marca o retorno do comunicador David Rangel. Em seguida, estreiam atrações especialmente voltadas para os ouvintes fluminenses, como o Acorda, Rio!, de segunda às sexta das 5h às 6h, e O Melhor da Rádio Globo, à meia-noite, reunindo os destaques da programação e bastidores da produção da emissora. Em seguida, é lançada a Tarde Feliz, com a reformulação dos programas Boa Tarde Globo e Vale Tudo na Globo. O Panorama Esportivo RJ, é reformulado, passando a tocar música e contar com a participação dos ouvintes, e estreia o programa Sábado... do Canázio, no lugar da edição de sábado do Manhã da Globo. Desta forma, a grade de programação nacional passa a ser gerada pela Rádio Globo São Paulo, com a emissora carioca gerando os programas da madrugada.
No segundo semestre de 2013, juntam-se também ao time Maurício Menezes, que deixa a Super Rádio Tupi e assume a coordenação artística e participa da programação da emissora, e Eduardo Andrews, consultor que chega para cuidar do playlist de músicas da emissora. Em outubro, estreou o programa Samba Amigo, voltado ao mundo do samba nas tardes de sábado, entre as 13h e 15h, apresentado por Robson Aldir, contando com vários nomes do samba nacional. Em novembro, entra no ar o humorístico Plantão de Notícias apresentado por Maurício Menezes nas noites de sábado, que aborda as principais notícias da semana com muito bom humor.
No movimento de regionalização, a Rádio Globo São Paulo estreou em 2012 o Panorama Esportivo e o Agito Geral diário. Em fevereiro de 2013 também estreou o seu "Domingaço", sendo, no caso paulista, 14 horas de programação esportiva. Em agosto de 2013, estrearam os programas Gente como a Gente, apresentado por Luiz Torquato (até então no Agito Geral) e Vanessa di Sevo, o Conversa com a Jatobá apresentado por Rosana Jatobá aos sábados nos inícios da tarde, e em outubro estreou o programa Zoação na Globo com Maércio Ramos, o "Morcegão", nas noites de segunda a sexta. Em 12 de novembro o comunicador Rony Magrini (vindo da Rádio Iguatemi) e a advogada Zulaiê Cobra estrearam o programa A Hora é Agora na faixa das 6h, de segunda a sábado, no lugar do Show do Antônio Carlos, que agora passava a ser gerado apenas para o Rio de Janeiro.
Em Belo Horizonte, o Globo Esportivo ganha mais uma hora, e o Esporte@Globo e o Panorama Esportivo BH passam a ser produzidos com conteúdo local. A emissora mineira também estreia uma versão local do matinal A Hora é Agora, apresentado por Sandra Pedrosa e Carlos Antônio.
No fim de 2013, o programa O Melhor da Rádio Globo foi extinto na Rádio Globo Rio de Janeiro. Com isso, o Planeta Rei passou a ser iniciado uma hora mais cedo. O programa apresentado por David Rangel retornou a grade em 19 de janeiro de 2014, nas madrugadas de sábado, mesclando o que tinha ido ao ar durante a semana nas emissoras do RJ e de SP com músicas e participação ao vivo dos ouvintes. Com essa nova alteração, o Planeta Rei passou a ser apresentado apenas nas madrugadas de domingo a sexta, sendo que a edição da madrugada de domingo passou a ser especial (Nos Embalos do Planeta Rei).
A transferência do Planeta Rei para a madrugada de domingo, no entanto, acabou retirando do ar o programa Madrugada da Globo, que por anos foi apresentado por Jorge Luiz (remanejado para o Bom Dia Globo), e desde 2012 era apresentado por Robson Aldir, apresentador do Samba Amigo e do Botequim da Globo na emissora carioca.

Logotipo da emissora entre novembro de 2014 e junho de 2017, período da fase "Vamos Juntos!"

Em 26 de fevereiro de 2014, a rádio perde o comunicador Loureiro Neto, que faleceu por morte cerebral. Loureiro estava afastado dos microfones da emissora há 1 ano e sofria com problemas cardíacos. Em 30 de abril, a emissora demite o comunicador Beto Brito devido a uma série de reformulações na programação da rádio que já estavam planejadas para aquele ano. Por um curto período, a madrugada da emissora teve o comando de Zeca Marques, até que no dia 18 de maio, o comunicador Alexandre Ferreira (que comandava o Boa Tarde Globo para o Rio de Janeiro) assume o horário com o programa Madrugada e Cia. (extinguindo dessa forma o Melhor da Rádio Globo). Zeca Marques por sua vez, passa a comandar o Madrugada da Globo nas madrugadas de sábado para domingo, mas pouco tempo depois o programa é substituído pelo Bailaço da Rádio Globo, também apresentado por Alexandre Ferreira.
Em 15 de maio, a emissora do Rio estreou uma nova programação vespertina, com o lançamento dos programas Alegria ao Meio Dia, apresentado por Tino Júnior, Maurício Menezes, Hélio Júnior e Sérgio Ricardo (reduzindo em 1h o Manhã da Globo) e David da Tarde, apresentado por David Rangel. Além disso, a emissora já havia remanejado anteriormente o Botequim da Globo para a faixa das 22h, quando não houvesse futebol, e extinguido o Vale Tudo na Globo uma semana antes. Em 24 de maio, a Globo anuncia o retorno do comunicador Mário Esteves, que assume o Alegria ao Meio Dia no lugar de Tino Júnior, após este ter ido para a TV Record Rio de Janeiro.
Em 18 de novembro de 2014, a Globo troca de frequência no dial FM do Rio de Janeiro, passando dos 89,5 MHz para os 98,1 MHz, onde anteriormente estava a Beat98, também do SGR. Esta por sua vez, migrou para a internet, tornando-se a RadioBeat.
Em 5 de abril foi ao ar pela última vez o Rádio Globo Rural apresentado por Pedro Trucão, no domingo seguinte a emissora estreou o programa Eu Sempre Quis Fazer Rádio, onde era sempre apresentado por um convidado fazendo o programa do seu estilo. O Domingo na Globo voltou a ser totalmente nacional, indo ao ar do fim da Santa Missa até às 9h. Entretanto, o Domingo na Globo foi ao ar pela última vez no dia 31 de maio, no domingo seguinte assumiu no seu horário, o Domingo + Família sob o comando de Jorge Luiz.
No dia 19 de junho de 2015, a Rádio Globo Rio estreava o Toda Noite, com a apresentação do Zeca Marques, que já comanda as jornadas esportivas da emissora. O programa tinha duração de 4 horas, das 20h até a meia noite (a exceção de segunda-feira, quando ia ao ar depois do Futebol de Verdade, as 22h) mesclando entretenimento, música e esporte. O novo formato marcou o retorno do Panorama Esportivo como quadro dentro da atração, com uma hora de duração, além do Good Times 98, programa que fez história na 98 FM. Já no dia 16 de junho, a Globo SP estreou o mesmo programa, no comando de Maércio Ramos, em substituição ao Zoação da Globo. As duas atrações iam ao ar quando não havia a jornada esportiva em suas respectivas praças.
No dia 15 de setembro de 2015 foi ao ar pela última vez o Bom Dia Globo apresentado por Jorge Luiz; na terça seguinte, a emissora estreou no seu lugar o Acorda Rio, agora apresentado por Alexandre Ferreira 4h as 6h, São Paulo e demais emissoras passaram a ouvir o Acorda Cidade com Thiago Matheus das 4h às 5h e Momento de Fé das 4h às 5h para Belo Horizonte e rede.
Em 17 de outubro, a emissora do Rio estreia o Sabadabadoo com o comando de Mário Esteves das 5h às 9h desta forma deixando o Show do Antônio Carlos apenas de segunda a sexta a pedido do próprio Antônio Carlos.
Em 14 de novembro, a Rádio Globo estreou o programa Samba de Primeira, comandado por Jorge Perlingeiro das 15h às 16h.
Em 18 de julho, a Globo estreia o programa Bem, Amigos!, exibido pelo SporTV, a partir das 22h. No programa de estreia simultaneamente pela rádio, Galvão Bueno recebeu Oscar Ulisses, narrador esportivo da Rádio Globo São Paulo.
Em 12 de dezembro de 2016, a Rádio Globo Minas encerrou suas transmissões definitivas em AM 1150 kHz. Depois, foi a vez da Rádio Globo Curitiba encerrar suas transmissões definitivas em AM 670 kHz, pois essas duas emissoras passariam a retransmitir a programação da Rádio CBN.
2017: Um comunicado divulgado pelo Sistema Globo de Rádio (SGR) na semana anterior informava que a interrupção da programação era temporária, como parte de um amplo projeto de relançamento da emissora. “Em 5 de junho de 2017, estreou a nova programação da nova Rádio Globo só na internet. No dia 12 de junho de 2017, uma nova Rádio Globo começará suas operações no Rio de Janeiro e em São Paulo, e em breve voltará mais forte, no FM, para BH e PR", dizia o comunicado.

### 2017-2019: Reestruturação e "Nova Rádio Globo"

Logotipo da emissora entre junho de 2017 e julho de 2019, período da fase "Nova Rádio Globo"

Em 5 de junho, a nova Rádio Globo entrou no ar em caráter experimental, com a nova programação apenas na internet e aplicativo. A partir do dia 12 de junho de 2017, a nova Rádio Globo entrou no ar em rede nacional e nos dial's locais.
Em 25 de setembro de 2017, o setor de entretenimento da Rádio Globo foi transferido para os novos estúdios da emissora, agora nos Estúdios Globo, em Jacarepaguá.
Em 5 de março de 2018, as Rádios CBN e Globo São Paulo deixaram sua sede na Rua das Palmeiras, 315 na Santa Cecília, que foi desativada definitivamente e passaram a operar a partir de novos estúdios no 24.º andar do edifício Tower Bridge Corporate, dentro do Centro Empresarial Nações Unidas, no Brooklin Novo, em frente a TV Globo São Paulo.
Em 31 de março, a programação jornalística e esportiva da Globo e CBN no Rio deixa a Rua do Russel, 434 na Glória e se transfere para os novos estúdios, dentro da sede do Infoglobo, na Cidade Nova.
Em 9 de abril, a emissora adere à flexibilização de A Voz do Brasil passando a transmitir o programa governamental às 21h (nas noites sem futebol), com isso antecipando o Globo Esportivo para as 19h no RJ, em SP e nas afiliadas.
Em 3 de setembro, as transmissões da Globo no Rio pelo AM 1 220 kHz foram encerradas pelo SGR, que desligou as outras AMs do mesmo grupo no mesmo dia, com isso passando a transmitir somente no FM 98,1 a sua programação. Apenas a AM 1 100 kHz de São Paulo permaneceu no ar, auxiliando na cobertura da FM 94,1 MHz na capital paulista.

### 2019: Novo reposicionamento
Em 30 de maio de 2019, é anunciado um novo reposicionamento da rádio, que a partir de 15 de julho de 2019, passa a ter programação do gênero popular/hits, similar aos moldes da irmã BH FM, mas mantendo programas esportivos e transmissões esportivas na programação.
Na madrugada de 8 de julho, a rede alterou sua playlist musical e de vinhetas uma semana antes do início da nova programação.
Na manhã do dia 15 de julho, iniciou se a nova programação da emissora sob o comando de Zeca Lima no Rio e de Robert Andare em São Paulo entre outras atrações locais. A estreia nacional aconteceu na mesma manhã com o No Ar, agora sob o comando de Vanessa Riche, Zeca Lima e Guilherme Grillo.
Desde a estreia da fase atual, a emissora tem como foco a música. Grandes estreias movimentaram a programação do rádio. Entre as novidades, a estreia dos programas Festeja (com músicas do festival da gravadora Som Livre), Pancadão Kondzilla na Rádio Globo (com Robert Andare e Juninho Love), TVZ na Rádio Globo (em parceria com o canal Multishow), TOP 10 às Dez (com Fabiano Mello), TOP Hits Globo (com Léo Melo), além de transmitir shows ao vivo direto do auditório da emissora nos Estúdios Globo, o Sessão Acústica Rádio Globo. Outra novidade, foi a estreia do 45 Minutos de Música, uma sequência de hits que fizeram sucesso na programação, apresentado todos os dias pelos locutores Zeca Lima, Fabiano Mello, Léo Melo e Felippe Sanches.
Grandes parcerias também marcaram as novidades da emissora, entre elas: Rock in Rio, Carnaval das Artes, Boteco do Gustavo Lima, Brasil Game Show, Jornal Extra, Revista Quem Acontece e O Globo. A rádio conta ainda com uma série de promoções como a Sequência Premiada Rádio Globo que distribui prêmios como cartões com dinheiro e smartphones de última geração, promoções de experiências com viagens para grandes eventos e ingressos all-inclusive no Camarote do Maracanã para jogos dos campeonatos. As ações de rua contaram com blitz premiadas (Blitz Rádio Globo), além de flagrantes de ouvintes sintonizados na emissora.

### 2020: Novas mudanças e encerramento da rede
Em 3 de fevereiro de 2020, é anunciado a extinção do canal 1 100 kHz de São Paulo, que ocorreu na madrugada do dia 10 de fevereiro, dessa forma encerrando a sua trajetória de 67 anos no AM em São Paulo, continuando apenas com a FM 94,1 MHz, cujo canal pertence à Rede Mundial de Comunicações.
Em 12 de maio de 2020 através de comunicado interno e ao mercado, o SGR anunciou o encerramento das atividades da Rádio Globo em São Paulo, ocorrido no dia 31 do mesmo mês, encerrando assim o processo de desmobilização da rede na mesma data. À meia-noite de 1° de junho, ela passou a focar sua programação exclusivamente ao público do Grande Rio. As afiliadas que retransmitiam a emissora tiveram como prazo até o final daquele ano para operarem localmente em suas cidades e encerrar o seu ciclo com a marca nacional.

## Esportes
A emissora realizou a transmissão da Copa do Mundo de 1950 com Luis Mendes, além de ser a única emissora brasileira a transmitir a Copa do Mundo de 1954 na Suíça.
Alguns dos nomes que trabalharam na parte de esportes da rádio: no Rio, Waldir Amaral, Jorge Cury, João Saldanha, Mário Vianna, Deni Meneses, Washington Rodrigues, Kleber Leite, Francisco Perez, Élcio Venâncio, Luís Carlos Silva, Maurício Menezes, Loureiro Neto dentre outros grandes nomes. Em SP já passaram pelo microfone da Globo Osmar Santos, Loureiro Junior, Carlos Aymard, Fausto Silva, William Torres, Henrique Guilherme, Juarez Soares, Oswaldo Luis, Paulo Soares, Osvaldo Maciel, Pedro Torres, Luís Roberto, Paulo Roberto Martins, Márcio Bernardes, Roberto Carmona, Ulisses Costa, Cledi Oliveira, Osvaldo Pascoal, Zé Elias, entre outros grandes nomes.
Em 2012 o comentarista Francisco Perez, o Chiquinho que apresentou durante quatro anos o "Enquanto a Bola Não Rola Rio", passa o comando do programa para o comentarista Eraldo Leite, que apresentava desde 2010 o "Panorama Esportivo Rio", por sua vez substituído por Zeca Marques - comentarista titular na época de José Carlos Araújo. Francisco substitui Osvaldo Pascoal no "Esporte na Globo".
No mesmo ano surge a versão de São Paulo e a rádio anuncia Osvaldo como apresentador. Osvaldo apresentou o Esporte na Globo de 2002 até sua saída do programa em 2012.
Em 2013 a emissora substitui a marca "Futebol Show", que pertencia ao narrador José Carlos Araújo, pelo "Rádio Globo Futebol Clube" nas jornadas esportivas em SP, RJ, BH e demais emissoras da rede.
Após mais de vinte anos como locutor principal (somando as duas passagens pela emissora), José Carlos Araújo sai da emissora em busca de novos desafios, primeiro na Bradesco Esportes FM, depois na Rádio Transamérica FM, e atualmente nas radios Super Rádio Tupi e Antena 1 Rio de Janeiro, indo com ele Gerson, Gilson Ricardo, Jorge Eduardo, Bruno Cantarelli e três operadores de externa. A Globo reagiu imediatamente contratando o principal narrador da emissora concorrente, Tupi: Luiz Penido, que iniciou sua carreira na própria rádio em 1969, mas saiu em 1988 (para Rádio Tupi, onde trabalhou por 2 vezes, fora as passagens pelas rádios Nacional e Tropical). Penido, "o Garotão da Galera", retorna e assumindo a vaga de narrador titular deixada por Garotinho.
A equipe de esportes, o chamado "Timaço" do rádio esportivo brasileiro, teve ainda no time de locutores do Rio da época Edson Mauro (o "Bom de Bola") e Hugo Lago (também repórter), os comentaristas Juninho Pernambucano, Eraldo Leite e Dé Aranha (contratado em 2013 pela emissora) além dos "trepidantes" Marco Vasconcelos, Marcelo Penido, Gustavo Henrique, Rafael Marques, André Luiz, entre outros. Em São Paulo, Oscar Ulisses comanda a equipe líder do rádio brasileiro ao lado do irmão Osmar (que depois do acidente em 1994 passou a ser um dos diretores da equipe) que conta com Marcelo do Ó, Raphael Prates, Gustavo Zupak, entre outras feras. Em Belo Horizonte, a voz de Osvaldo Reis conduzia as transmissões esportivas conjuntas com a CBN Belo Horizonte, que teve coordenação de conteúdo e reportagens de Marcos Guiotti. Com o fim da rádio em 2016, a equipe de esportes foi demitida e as transmissões foram encerradas.
Em 2014, a Rádio Globo Rio de Janeiro estreou dois novos programas esportivos na faixa entre 20h e 22h: Futebol de Verdade, apresentado pelos ex-jogadores Zico e Juninho Pernambucano às segundas-feiras, e Olha o Gol! com Edson Mauro, de terça a sexta (quando não houvesse jornadas esportivas). Também foi lançado um boletim de esportes chamado Tem Bola na Área, com um minuto de duração e foco na cobertura dos treinos e resultados de partidas, transmitido ao longo da programação.
Em 2016, a Globo fez uma fusão com a CBN para as transmissões de Futebol, formando assim a Seleção Rádio Globo/CBN inicialmente em SP e BH durante os estaduais e depois no RJ com o início do Brasileirão. Em 2017, a equipe ganhou o nome de Futebol Globo no Rádio, pois passou a contar também com integrantes da TV Globo e do SporTV. Em 2020, passou a se chamar Futebol Globo/CBN. Com a extinção da Rádio Globo SP em 31 de maio do mesmo ano, a equipe da emissora paulistana migrou para a CBN SP.

## O Globo no Ar
O Globo no Ar era um boletim informativo da Rádio Globo transmitido em rede nacional no início de cada hora pela emissora. No entanto, o noticioso já era veiculado na emissora carioca desde sua estreia em 1944. O boletim atuava como principal informativo da emissora desde os anos 90, quando a Rádio Globo passou adotar uma programação mais popular com a criação da CBN, dedicada às notícias. Nele eram dadas as últimas notícias do país e do mundo, além de informar sobre o trânsito, previsão do tempo, cotação da bolsa de valores e outras notícias relevantes. Dentre as transmissões mais marcantes do boletim estão a queda do presidente Getúlio Vargas, bem como o fim da II Guerra Mundial em 1945, e o poder dado as forças armadas e a instauração do Regime Militar no Brasil em 1964. O nome do boletim é uma referência ao jornal O Globo, que assim como a Rádio Globo pertence ao Grupo Globo e é um dos jornais mais influentes do país.
Além de O Globo no Ar, as emissoras próprias da Globo no Rio de Janeiro e em São Paulo transmitiam boletins informativos aleatórios ao Globo no Ar, sendo transmitidos aos 30 minutos de cada hora - denominados Rio em um minuto e São Paulo em um minuto, cujas transmissões iniciaram-se em 2013. Com a reformulação da emissora em 2017, o Globo no Ar foi extinto e entrou em seu lugar o boletim #Globo.

## Vinhetas
Em 1953 surgiram as primeiras "marchinhas" dos times cariocas. Eram gravadas por Yidezr Medeiros. As mesmas são até hoje utilizadas em partidas. As dos times paulistas surgiram em 1961 e eram interpretados pelo cantor Fábio, jovem na época.

## Personalidades notórias
A rádio já teve nomes como Haroldo de Andrade, Luiz de França, Waldir Vieira, Roberto Figueiredo, Edmo Zarife, Waldir Amaral, Jorge Cury, Luiz Mendes e Antônio Carlos. Pelos estúdios da Rádio Globo SP já passaram grandes nomes da comunicação em mídia no país, como Osmar Santos, Fausto Silva, Silvio Santos, Eli Corrêa, Paulo Barboza, Gilberto Barros, Gil Gomes, Hélio Ribeiro, entre outros.

## Slogans
- 2001-2004: Rádio Globo, tá todo mundo ligado
- 2004-2006: A estrela maior é você!
- 2006-2009: A rádio do tamanho do Brasil!
- 2009-2014: Bota amizade nisso!
- 2014-2017: Vamos juntos!
- 2017-2018: Pra quem é bom de orelha!
- 2018-2019: Se toca você, toca aqui!
- 2019-2020: A rádio que vibra com você!